# ハローハローハロー
「ハローハローハロー」はさぁさの1枚目のシングル。

## 解説
さぁさのメジャー・デビュー作品はABC制作・テレビ朝日系『にっぽん菜発見 そうだ、自然に帰ろう』1月〜3月度エンディング・テーマ。タイトルについては、出会ってきた人へのメッセージである表題曲は「英語（HELLO）にするとヘローになるから」ということでカタカナにしており、夕暮れをテーマにしたカップリングは「＊（アスタリスク）は星印と言う意味があるけど、夕方から星が見える夜へと変わっていく瞬間を表した」とのこと。

## 批評
CDジャーナルは「aikoを想わせる幼げで柔らかい声色と癒し的歌詞にアコースティックな伴奏」と評した。

## 収録曲
（全作詞・作曲：さぁさ　編曲：中野純吾）
1. ハローハローハロー
2. トワイライト＊
3. ハローハローハロー (instrumental)

## レコーディング参加
- Takuto Ukigame - ベース
- 鶴屋裕一 - ドラム